# Tricyphona optabilis
Tricyphona optabilis är en tvåvingeart som beskrevs av Alexander 1924. Tricyphona optabilis ingår i släktet Tricyphona och familjen hårögonharkrankar. Inga underarter finns listade i Catalogue of Life.